# Silbermoos
Das Silbermoos (Bryum argenteum), auch Silber-Birnmoos genannt, ist eines der häufigsten Moose der Innenstädte und eines der wenigen Laubmoose der Gattung Bryum, die man auch ohne Mikroskop sofort erkennen kann.

## Erkennungsmerkmale
Das Silbermoos ist, zumindest in trockenem Zustand, silbrig-grün oder weißlich-grün gefärbt. Das liegt daran, dass die breit eiförmig geformten Einzelblättchen in der Spitze kein Chlorophyll bilden. Die Rippe endet über der Blattmitte (siehe Abbildung). Die Stängel sind kätzchenförmig oder schuppenartig beblättert, so dass die einzelnen Ästchen wie kleine Würmchen aussehen. An feuchten nicht gestörten Standorten können die Ästchen auch etwas stärker waagerecht beblättert sein. Die oberen Zellen der Blattfläche (Laminazellen) sind verlängert rhombisch bis länglich rhombisch geformt.
Die Kapsel des Sporophyten ist kurz zylindrisch, erscheint an der Basis breiter und ist dunkelrot bis schwarz gefärbt.

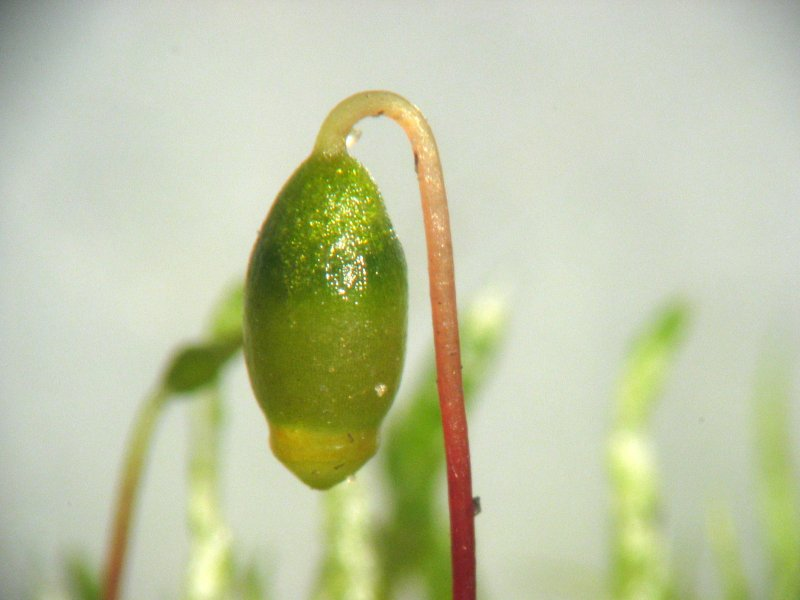
Kapsel des Sporogons, Vergrößerung etwa 30×
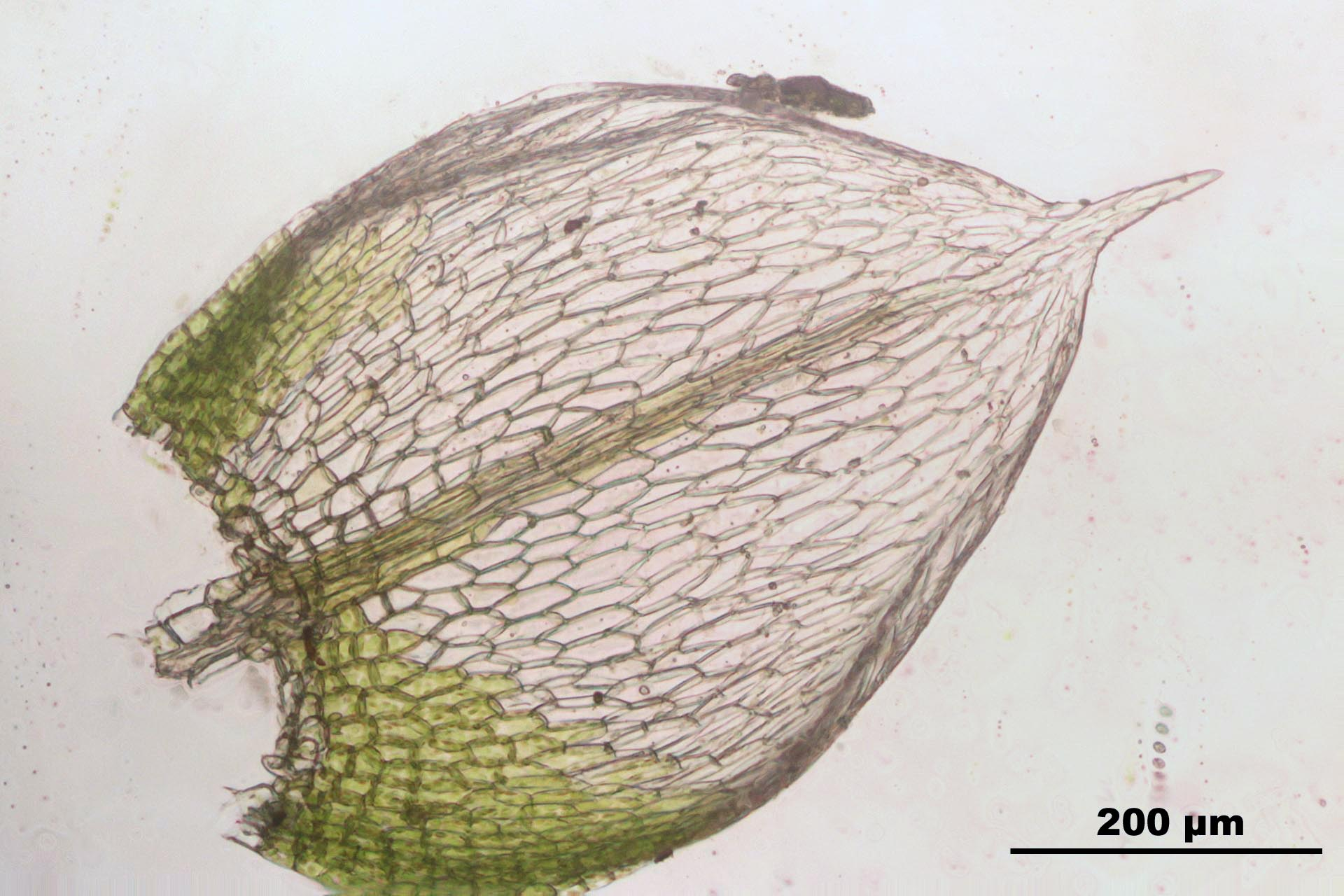
Rippe endet vor Blattspitze
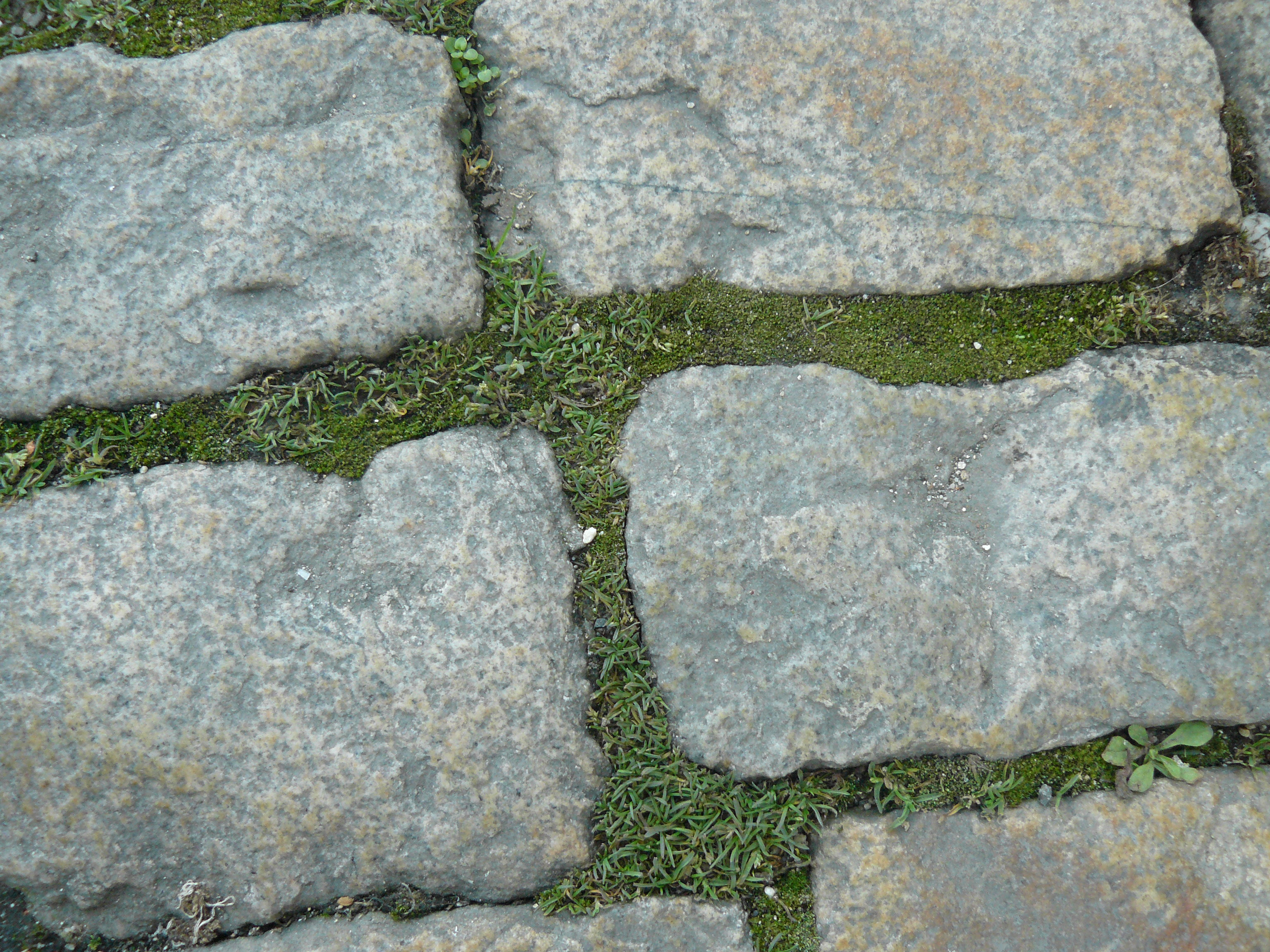
Silbermoos in einer Pflasterritzengesellschaft mit Niederliegendem Mastkraut und Vogelknöterich

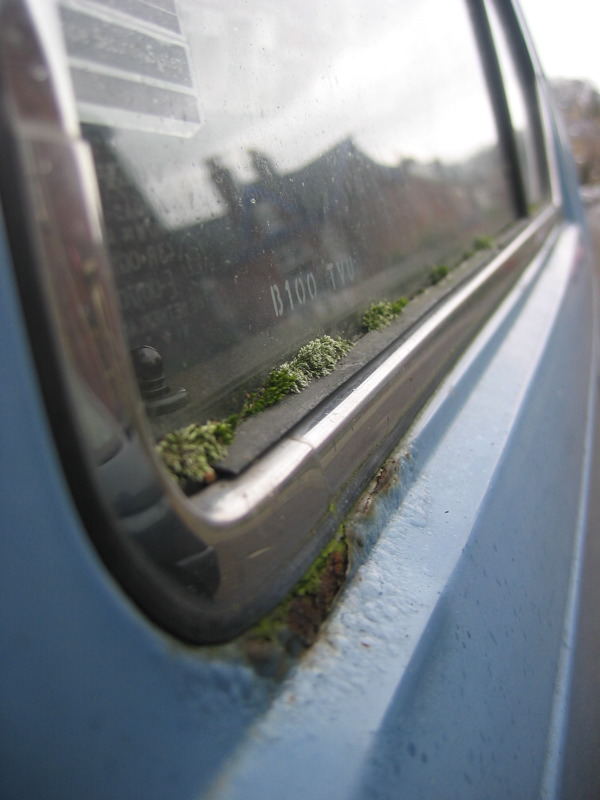
Das Silbermoos kann auch an Gebäuden oder sogar in Fensterritzen von Autos wachsen.

## Vorkommen
Das kosmopolitisch verbreitete Silbermoos ist eine stickstoffliebende Art. Es gilt als Kulturfolger der Menschen, da es bevorzugt auf Gestein, in Lücken von Pflastersteinen und auf Asphalt an Straßenrändern wächst. Der ursprüngliche Lebensraum waren vermutlich ausschließlich Vogelfelsen. Sonst ist es auch auf nitrophilen Böden nahe der Siedlungsbereiche anzutreffen. Gerade in Innenstädten oder in Industriegebieten trifft man das Silbermoos besonders häufig. Es wächst sowohl in artreinen Rasen als auch eingesprengt zwischen anderen Moosen.

## Vergesellschaftung
Das Silbermoos ist Charakterart der Mastkraut-Trittgesellschaft (auch Pflasterritzengesellschaft; Bryo-Saginetum procumbentis). Es ist die typische Trittgesellschaft gepflasterter Plätze und Wege, die besondere mechanische Belastungen ertragen kann. Das Moos gedeiht in den Pflasterritzen vor direkter Trittbelastung geschützt. Es kommt dort zusammen mit dem rosettenartig wachsenden Niederliegenden Mastkraut und dem Einjährigen Rispengras (Poa annua) vor. In wärmeren Lagen der zentralen Innenstädte gesellen sich häufig verschiedenste wärmeliebende Gräser wie das Kleine Liebesgras (Eragrostis minor) hinzu.

## Besonderheiten
Diese Art besitzt eine besondere Anpassung an Trockenheit. Bei Austrocknung sterben die äußeren Zellen ab und bilden eine isolierende Schicht. Diese luftgefüllten Zellen brechen das Licht und verleihen der Pflanze das silbrige Aussehen an trockenen Standorten.